# 유비퀴놀
유비퀴놀(영어: ubiquinol)은 전자가 풍부한(환원된) 형태의 유비퀴논(조효소 Q)이다. 이 용어는 사람에게서 가장 흔히 발견되는 10단위 꼬리가 있는 유비퀴놀-10(영어: ubiquinol-10)을 가장 자주 지칭한다.
유비퀴논의 천연 유비퀴놀 형태는 2,3-다이메톡시-5-메틸-6-폴리 프레닐-1,4-벤조퀴놀이며, 여기서 폴리프레닐화된 곁사슬은 포유류에서 9~10 단위 길이이다. 유비퀴논(조효소 Q10, CoQ10)은 완전히 산화된 상태(유비퀴논), 부분적으로 환원된 상태(세미퀴논 또는 유비세미퀴논), 완전히 환원된 상태(유비퀴놀)의 세 가지 산화환원 상태로 존재한다. 세포의 에너지 생성과 항산화 보호에서 유비퀴놀의 산화환원 기능은 유비퀴놀(환원형)과 유비퀴논(산화형) 사이의 산화환원 주기에서 2개의 전자를 교환하는 능력을 기반으로 한다.

## 특성
사람은 유비퀴놀을 합성할 수 있기 때문에 유비퀴놀은 비타민으로 분류되지 않는다.

## 생체이용률
많은 동료 심사 과학 저널에 발표된 것처럼 유비퀴논이 체내로 잘 흡수되지 않는다는 것은 잘 알려져 있다. 유비퀴놀 형태에는 2개의 수소가 추가되어 있기 때문에 분자의 활성 부분에서 2개의 카보닐기(케톤)가 하이드록실기로 전환된다. 이것은 유비퀴논 분자의 극성을 증가시키고 관찰된 유비퀴놀의 향상된 생체이용률 뒤에 중요한 요인일 수 있다.

## 식품에서의 함량
식품에는 다양한 양의 유비퀴놀이 함유되어 있다. 다양한 식품을 분석한 결과 유비퀴놀은 70가지의 품목 중 66가지의 품목에 존재하며 전체 유비퀴논 섭취량의 46%(일본인의 식단에서)를 차지하는 것으로 나타났다. 다음의 표는 결과의 샘플이다.
| 식품                | 유비퀴놀 (μg/g) | 유비퀴논 (μg/g) |
| ------------------- | --------------- | --------------- |
| 쇠고기 (어깨살)     | 5.36            | 25              |
| 쇠고기 (간)         | 40.1            | 0.4             |
| 돼지고기 (어깨살)   | 25.4            | 19.6            |
| 돼지고기 (허벅지살) | 2.63            | 11.2            |
| 닭고기 (가슴살)     | 13.8            | 3.24            |
| 고등어              | 0.52            | 10.1            |
| 참치 (통조림)       | 14.6            | 0.29            |
| 방어                | 20.9            | 12.5            |
| 브로콜리            | 3.83            | 3.17            |
| 파슬리              | 5.91            | 1.57            |
| 오렌지              | 0.88            | 0.14            |

## 분자적인 측면
유비퀴놀은 벤조퀴놀이며 조효소 Q10이라고도 하는 유비퀴논의 환원된 산물이다. 유비퀴놀의 꼬리 부분은 10개의 아이소프렌 단위로 구성된다.
|  |

유비퀴논의 유비퀴놀로의 환원은 전자전달계의 복합체 I과 복합체 II에서 일어난다. Q 회로는 전자전달계의 복합체 III의 구성 요소인 사이토크롬 b에서 일어나며 유비퀴놀을 유비퀴논으로 순환적으로 전환시키는 과정이다. 유비퀴놀이 사이토크롬 b에 결합하면 페놀 부분의 pKa가 감소하여 양성자가 이온화되어 페녹사이드 음이온이 형성된다.
|  |

페녹사이드의 산소가 산화되면 고리에 짝을 이루지 않은 전자가 있는 세미퀴논이 형성된다.
|  |

## 같이 보기
- 유비퀴논 (조효소 Q)
- 벤조퀴놀
- 전자전달계
- NADH:유비퀴논 산화환원효소 (복합체 I)
- 석신산 탈수소효소 (복합체 II)
- 유비퀴논:사이토크롬 c 산화환원효소 (복합체 III)
- 사이토크롬 c 산화효소 (복합체 IV)